# 2010 Summer Tour EP
Summer Tour EP là một EP của ban nhạc rock người Mỹ Paramore được phát hành trong chuyến lưu diễn năm 2010 Honda Civic Tour và chuyến lưu diễn quảng bá cho album trước đó của ban nhạc, Brand New Eyes.

## Danh sách bài hát
| STT | Nhan đề                                    | Thời lượng |
| --- | ------------------------------------------ | ---------- |
| 1.  | "Ignorance, live" (Paramore)               | 3:49       |
| 2.  | "My Heart, live" (Paramore)                | 6:08       |
| 3.  | "Back in Your Head, live" (Tegan and Sara) | 3:31       |
| 4.  | "Sheets" (Tegan and Sara)                  | 3:18       |
| 5.  | "I’m The Fool" (New Found Glory)           | 3:38       |
| 6.  | "Gonna Stay" (Kadawatha)                   | 3:15       |

## Tham gia thực hiện
- Hayley Williams – hát chính
- Josh Farro – guitar trưởng
- Jeremy Davis – guitar bass
- Zac Farro – trống
- Taylor York – guitar nhạc điệu